# 沙农·阿末
拿督哈芝沙农·阿末（1933年1月13日—2017年12月26日）是马来西亚著名小说家，曾获得1982年国家文学奖，他也是马来西亚理科大学荣誉教授。1999年，他曾在回教党的旗帜下参与马来西亚第10届全国大选，当选为吉打州锡县国会议员。

## 生平简介
1933年，沙农·阿末生于吉打锡县，在家乡完成中学教育后，他曾当兵，也曾在登嘉楼、吉打两地任英语教师。1968年，他被教育部派到澳大利亚国立大学担任视察员，同时他也在该大学修读学士课程。归国后，他先是任教于师范学院，后转入馬來西亞理科大学当讲师。1980年，沙农·阿末已被擢升为理大文学院教授。
沙农·阿末有多部著名的长篇小说作品，其中1966年的《满路荆棘》（Ranjau Sepanjang Jalan）曾被柬埔寨导演潘礼德（Rithy Panh）改编为电影《稻农》（Rice People），而1973年的《叱咤》（Serengenge）则获选为该年的年度最佳小说。沙农·阿末突破了马来文坛中由五十年代派所建立的写实主义传统，被视为是擅长运用现代主义技巧的代表人物，而与此同时，他也是一位坚持在创作中讨论回教思想的小说家。
1982年，沙农·阿末获得马来西亚国家文学奖，1999年大选，他获选为吉打州锡县国会议员，但只担任了一届国会议员，2004年不再参选。
2017年12月26日沙农因肺炎病逝。享壽84歲。